# Warley (football, 1978)
Pour les articles homonymes, voir Warley.
 (4 décembre 2023).
Le contenu est difficilement compréhensible vu les erreurs de traduction, qui sont peut-être dues à l'utilisation d'un logiciel de traduction automatique.
Warley Silva dos Santos, dit Warley, né le 13 février 1978 à Sobradinho, une municipalité brésilienne située dans l'État de Bahia du nord-est du pays, est un footballeur international brésilien, qui évoluait pour la dernière fois en tant qu'avant-centre pour le Botafogo FC. Warley a passé la majeure partie de sa carrière au championnat du Brésil et a connu une carrière infructueuse.

## Carrière en club

### Débuts au Brésil
Warley commence sa carrière au Brésil et joue pour le Coritiba FC, l'Athletico Paranaense avant de signer avec l'Udinese Calcio en Serie A italienne en janvier 1999. Il est prêté au São Paulo FC jusqu'en juin 1999.
L'Udinese acquiert la moitié de ses droits d'enregistrement auprès d'un club uruguayen qu'est le CA Rentistas pour 9 millions de dollars, qui ont en fait été reçus par son agent de joueur. Il signe un contrat jusqu'au 30 juin 2003[réf. nécessaire].

### Udinese et controverse sur les passeports
Il a disputé son premier match de Serie A le 19 septembre 1999 en tant que titulaire, mais l'Udinese a perdu le match contre la Juventus 4 buts à 1 tandis que Warley est resté sans but. Il a disputé 15 matches de championnat cette saison-là. En septembre 2000, il a suivi le voyage de l'Udinese en Pologne pour le match de Ligue Europa contre la Polonia Varsovie. Mais les autorités polonaises ont découvert que son passeport portugais était faux, tout comme celui de son coéquipier Alberto. Warley a été immédiatement prêté à Grêmio pour un an afin de remplir le quota non-UE. Le système de quotas a été aboli au milieu de la saison 2000-2001, mais en juin 2001, Warley avec 9 autres dont 3 de ses coéquipiers (Alberto, Jorginho Paulista et Da Silva), son compatriote Dida a été banni pendant un an et 3 jeunes joueurs ont été bannis pendant 6 mois. L'interdiction a ensuite été réduite et le 13 janvier 2002, il a disputé le premier match de championnat de la saison, avec Sergio Bernardo Almiron remplacé Gonzalo Martínez et David Pizarro à la 75e minute. Il a joué son premier départ de la saison le 3 mars et a perdu 2 buts à 1 face à l'Atalanta Bergame. L'équipe étant composée de Roberto Sosa, David Di Michele, Vincenzo Iaquinta, Roberto Muzzi et Siyabonga Nomvethe en tant qu'attaquant, Warley a disputé 5 autres matches de championnat au cours de la saison 2001-2002. Au cours de la saison 2002-2003, il a disputé 16 matches de championnat.

### Retour au Brésil
À la mi-2003, Warley est retourné à São Caetano et a joué deux saisons au championnat du Brésil. En 2005, il passe par Palmeiras. Il a signé un contrat d'un an avec l'équipe de Série B (D2) Brasiliense en janvier 2006, et l'a prolongé d'un an le 8 décembre 2006. En janvier 2008, il a signé un contrat d'un an avec Náutico mais en août, il est parti pour l'équipe brésilienne de Série B ABC Futebol Clube. En janvier 2009, il a signé un contrat pour toute la campagne Campeonato Carioca (championnat de Rio de Janeiro) pour Madureira. Warley est sorti avant le début de la Série D (D4) brésilienne 2009.
En janvier 2010, il a signé un contrat avec Villa Nova pour le Campeonato Mineiro 2010 (championnat du Minas Gerais).

## Carrière en sélection nationale
Warley a joué 4 matchs pour le Brésil lors de la coupe des confédérations 1999, commençant lors du match de groupe contre la Nouvelle-Zélande et apparaissant également comme remplaçant lors de la finale perdue contre le Mexique, et rentrera à la 82e minute.

## Titres
Athletico Paranaense
Championnat du Paraná : 1998
Grêmio
Coupe du Brésil : 2001
Championnat du Rio Grande do Sul : 2001
São Caetano
Championnat de São Paulo : 2004
Brasiliense
Championnat de Brasilia : 2007
Treze
Championnat de Paraíba : 2011
Campinense
Championnat de Paraíba : 2012
Botafogo FC
Championnat de Paraíba : 2013
Série D : 2013